# 8459 Larsbergknut
8459 Larsbergknut este un asteroid din centura principală de asteroizi.

## Descriere
8459 Larsbergknut este un asteroid din centura principală de asteroizi. A fost descoperit pe 2 martie 1981 la Siding Spring de Schelte J. Bus. Asteroidul prezintă o orbită caracterizată de o semiaxă mare de 3,12 ua, o excentricitate de 0,19 și o înclinație de 1,9° în raport cu ecliptica.